# Peperomia transparens
Peperomia transparens är en pepparväxtart som beskrevs av Friedrich Anton Wilhelm Miquel. Peperomia transparens ingår i släktet peperomior, och familjen pepparväxter. Utöver nominatformen finns också underarten P. t. spissiflora.